# Wujuh al-Hajar
Wujuh al-Hajar (tiếng Ả Rập: وجه الحجر, cũng đánh vần Woojeh al-Hajjar) là một ngôi làng ở phía tây Syria, một phần hành chính của Tỉnh Homs, phía tây nam của Homs. Nó nằm gần biên giới với Lebanon ở phía nam, và các địa phương lân cận bao gồm Khirbet al-Ghazi ở phía đông bắc và Laftaya ở phía tây bắc. Theo Cục Thống kê Trung ương (CBS), Wujuh al-Hajar có dân số 831 trong cuộc điều tra dân số năm 2004.